# NGC 2337
NGC 2337 ist eine irreguläre Zwerggalaxie vom Hubble-Typ IBm im Sternbild Luchs am Nordsternhimmel. Sie ist schätzungsweise 20 Millionen Lichtjahre von der Milchstraße entfernt und hat einen Durchmesser von etwa 15.000 Lj.
Das Objekt wurde am 17. Januar 1877 vom französischen Astronomen Édouard Stephan mit einem 80-cm-Spiegelteleskop entdeckt. Der dänische Astronom Johan Dreyer verzeichnete die Galaxie etwas später in seinem New General Catalogue.